# ジョニー・ヤコブセン
ジョニー・ヤコブセン（Jonny Jakobsen,1963年11月17日 - ）は、スウェーデン・マルメ出身のユーロビートアーティストである。

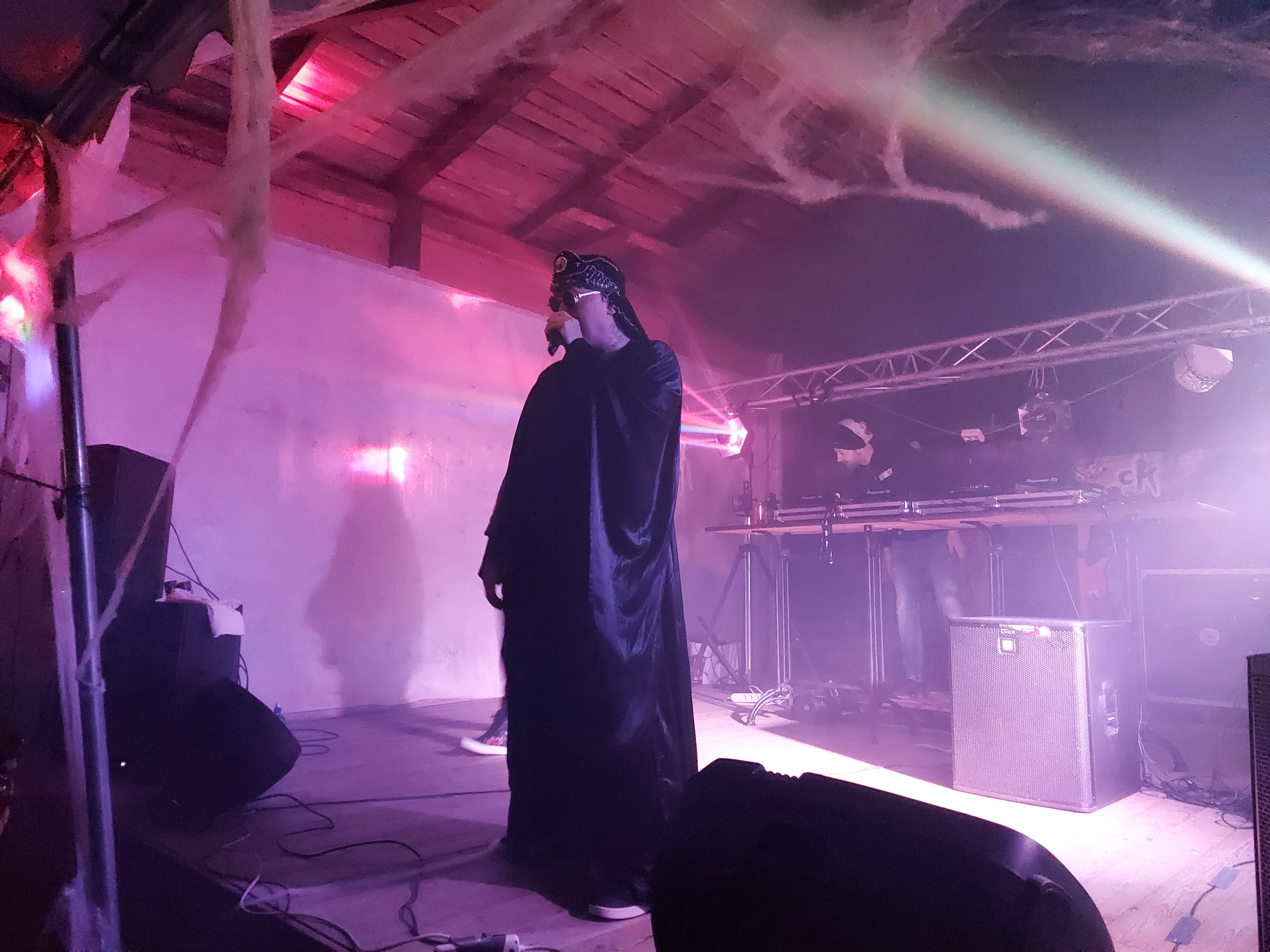
Dr. Bombay 2022.

日本では本名であるジョニー・ヤコブセンよりも、架空のインド人ドライバー『ドクター・ボンベイ (Dr. Bombay) 』やその弟の『ドクター・マクドゥー (Dr. MacDoo) 』、あるいは謎のメキシコ人『カリート (Carlito) 』というアーティストネームで知られている。

## 略歴
- 当初、カントリーシンガー『ジョニー・ムーンシャイン』として出発したが、1998年にインド人をステレオタイプなイメージでカリカチュアした謎のドライバー『ドクター・ボンベイ』として、アルバム「ライス＆カレー(Rice and Curry)」、シングル「カルカッタ(Calcutta (Taxi Taxi Taxi))」、「SOS(SOS (The Tiger Took My Family))」などをリリース。日本ではZIP-FM（愛知県）で「SOS」が集中的にオンエアされたこと[1]等がきっかけでヒットチャートの上位に入り、一躍有名となる。
- その後、2005年に「メキシコ人」の『カリート』として表舞台に現れる。ソンブレロにサングラス、口ひげという扮装で、メキシコ風のダンスミュージックを歌うというスタイルは、スウェーデン本国のみならずヨーロッパ諸国各国でもヒット、2006年7月12日には「謎のメキシコ人カリート登場」のキャッチコピーで日本でアルバムが発売され、「これぞメキシコ人」という扮装は日本人にもインパクトを与えた。
- コナミの音楽ゲームであるbeatmaniaIIDXシリーズ初期の2nd styleにCalcuttaとS.O.S.が、3rd styleにてS.O.S.(The Tiger Took My Family）が版権曲として収録されたことがある[2]。

## ディスコグラフィー

### ドクター・ボンベイ

#### シングル
- Calcutta, 7th September 1998, WEA Records 
  1. Calcutta - Original Version (3:20)
  2. Calcutta - Extended Version (4:16)
  3. Calcutta - Karaoke Version (3:18)
  4. Calcutta - Alternative Mix (4:16)
- Girlie Girlie, 1999 
  1. Girlie Girlie
  2. Girlie Girlie - Extended Version
- Rice and Curry
- S.O.S. (The Tiger Took My Family), 1998 
  1. S.O.S - Original Version
  2. S.O.S - Extended Ravi - Dance Version
  3. S.O.S - Instrumental - Be Your Own Dr. Version
  4. S.O.S - S.O.S. Shaky Snake's Meditation

#### アルバム
- Rice and Curry, 1998, WEA Records
  1. Intro
  2. Dr. Boom-Bombay
  3. Calcutta (Taxi, Taxi, Taxi)
  4. Rice & Curry
  5. Safari
  6. S.O.S (The Tiger Took My Family)
  7. Holabaloo
  8. Shaky Snake
  9. Girlie Girlie
  10. My Sitar
  11. Indy Dancing
  12. Outro

### ドクター・マックドゥー

#### シングル
- Under the Kilt, 2000, WEA 
  - (2 tracks)
- Macahula Dance, 2000, WEA 
  - (5 tracks)

#### アルバム
- Under the Kilt, 2000, Metronome
  1. Intro
  2. Family Macdoo
  3. Macahula Dance
  4. Loch Ness
  5. Under The Kilt
  6. Hokey Pokey Man
  7. Highland Reggae (From Glasgow To Bombay)
  8. Scottish Ghost (Extra Extra)
  9. Mayday! Mayday!
  10. The Mad Piper
  11. Bagpipe Song
  12. (Grandfather) Macdoo
  13. Outro

### カリート
日本ではアルバムのみ、ドリーミュージックより発売された。

#### シングル
- Who's That Boy? （2005年6月8日）
- Poco Loco （2005年9月28日）

#### アルバム
- GO!GO!カリート!（日本では2006年7月12日発売）

1. Go! Go! カリート
2. 悲しきタコボーイ
3. ポコ・ロコ
4. カリートの家
5. エル・カミーノ
6. アディオス・アミーゴ
7. あらま！ カランバ！
8. アイ・ライク・イット
9. 休日のカリート
10. マイ・サルサ
11. 明日はマニアーナ
12. フィエスタ・ナイト（日本盤bonus track）

- カリート大百科〜メキシカン・ヒーローのすべて〜（2006年11月15日）
- 世界はカリート！（2007年9月26日）

1. カリートがロシアにやって来る ダァ！ダァ！ダァ！
2. スキヤキ・テリヤキ
3. あたしのファラオ
4. あめりこ
5. アフリカ
6. カリート世界一周
7. ボレロで踊ろうセニョリータ
8. ジャマイカ
9. クレイジー・カリート
10. ファイナル・コール
11. ホリデイ
12. バックパック・ガール
13. サンバ・デ・ジャネイロ（日本盤bonus track）
14. カリート、我が家に帰る